# Synodontis serrata
Synodontis serrata är en fiskart som beskrevs av Eduard Rüppell 1829. Synodontis serrata ingår i släktet Synodontis och familjen Mochokidae. Inga underarter finns listade i Catalogue of Life.